# GT-MU
GT-MU ist der Name eines in der damaligen Sowjetunion entwickelten geländegängigen, leicht gepanzerten und schwimmfähigen Gleiskettenfahrzeuges. Das im Gorkowski Awtomobilny Sawod entwickelte Fahrzeug ist eine Weiterentwicklung des GT-SM. Das Fahrzeug wird vorrangig in den Luftlandetruppen als Transportpanzer und Träger für Spezialfahrzeuge verwendet.

## Entwicklung
Der GT-MU wurde aus dem in den 1960er Jahren im Automobilwerk Gorki entwickelten ungepanzerten GT-SM abgeleitet. Grund war der Bedarf an einem kleinen, leichten, dabei aber gepanzerten und geländegängigen Transportfahrzeug für die Luftlandetruppen. Die grundsätzliche Konstruktion wurde übernommen, die Wanne allerdings aus Panzerstahl verschweißt. Die Serienproduktion begann 1971 in Sawolschje (Заволжский завод гусеничных тягачей).

## Konstruktion
Die Wanne des Fahrzeuges ist aus Panzerstahl mit einer Stärke von sechs Millimeter verschweißt. Die Panzerung schützt die Besatzung vor Schützenwaffen und Granatsplittern. Die allseitig geschlossene Wanne ist in mehrere, durch Trennwände voneinander abgegrenzte Abteilungen unterteilt. Im Bug des Fahrzeuges finden der Fahrer und der Kommandant ihren Platz. Beide können das vor ihnen liegende Gelände durch große Sichtscheiben beobachten, die bei Bedarf durch Panzerplatten verschlossen werden können, dann erfolgt die Beobachtung über Winkelspiegel. Unmittelbar anschließend folgt der Motorraum, darauf folgend der Laderaum, der sechs bis zehn Soldaten oder Nutzlasten aufnehmen kann. Der Zugang zum Fahrzeug erfolgt durch zwei Luken in der Rückwand des Kampfraumes und für Fahrer und Kommandant durch Luken auf der Wanne.
Als Motor wurde ursprünglich der auch im GT-SM benutzte Vierzylinder-Vergasermotor GAS-73 verwendet, der 113 PS leistet. In der Version GT-MU-1D (ГТ-МУ-1Д) wird der luftgekühlte aufgeladene Dieselmotor GAS-5441.10 verbaut, der 173 PS leistet. Das Wechselgetriebe hat vier Vorwärts- und einen Rückwärtsgang.
Das Gleiskettenlaufwerk besitzt auf jeder Seite fünf große Laufrollen, die mit Drehstäben gefedert sind. Die letzte Laufrolle auf jeder Seite dient gleichzeitig auch als Leitrad, welches auch zum Spannen der Kette benutzt wird. Das Antriebsrad befindet sich vorn. Der Federweg aller Laufrollen wird durch Gummipuffer begrenzt, jeweils die erste und letzte Laufrolle zusätzlich durch innenliegende Teleskopstoßdämpfer. Im Wasser wird der GT-MU über die Gleisketten angetrieben.

## Modifikationen

### GT-MU-1D
Ausführung mit aufgeladenem Dieselmotor.

## Versionen
Der GT-MU dient als Basisfahrzeug für eine Reihe von militärischen Systemen.

### RChM-2
Fahrzeug zur chemischen Aufklärung.

### SPR-1
Die SPR-1 (1L21/1) ist eine Funkmesszünderstörstation. Die Station strahlt gezielte Impuls-Antwortstörungen ab, um Geschosse und Granaten mit funkgestützten Abstandszünder vorzeitig zur Detonation zu bringen.

## Einsatz
Der GT-MU und die auf ihm basierenden Fahrzeuge kommen in der Sowjetarmee vorrangig bei den Luftlandetruppen zum Einsatz. Vorteilhaft sind hier Gewicht und Abmessungen, die einen Transport in Transportflugzeugen wie der Antonow An-12 oder der Iljuschin Il-76 möglich machen.
Die Nationale Volksarmee (NVA) setzte den GT-MU nur in sehr geringer Stückzahl ein. Bekannt ist die Nutzung der Funkmesszünderstörstation SPR-1 ab 1988. In den Kompanien Funkelektronischer Kampf waren jeweils drei Fahrzeuge vorgesehen, jedoch sind bis 1989 nur zwei Fahrzeuge insgesamt beschafft worden. Die umgangssprachlich auch als Funkstörkompanien bezeichneten Einheiten sollten mit der STAN-95 in allen Divisionen der NVA aufgestellt werden, jedoch nahmen bis 1989 nur die 8. und die 11. motorisierte Schützendivision die neue Struktur ein.